# Schistura schultzi
Schistura schultzi es una especie de peces de la familia Balitoridae en el orden de los Cypriniformes.

## Morfología
• Los machos pueden llegar alcanzar los 9,3 cm de longitud total.

## Distribución geográfica
Se encuentran en las cuencas de los ríos Chao Phraya (Tailandia) y Mekong (Laos y Tailandia ).

## Hábitat
Es un pez de agua dulce.